# Roland Jupiter-8

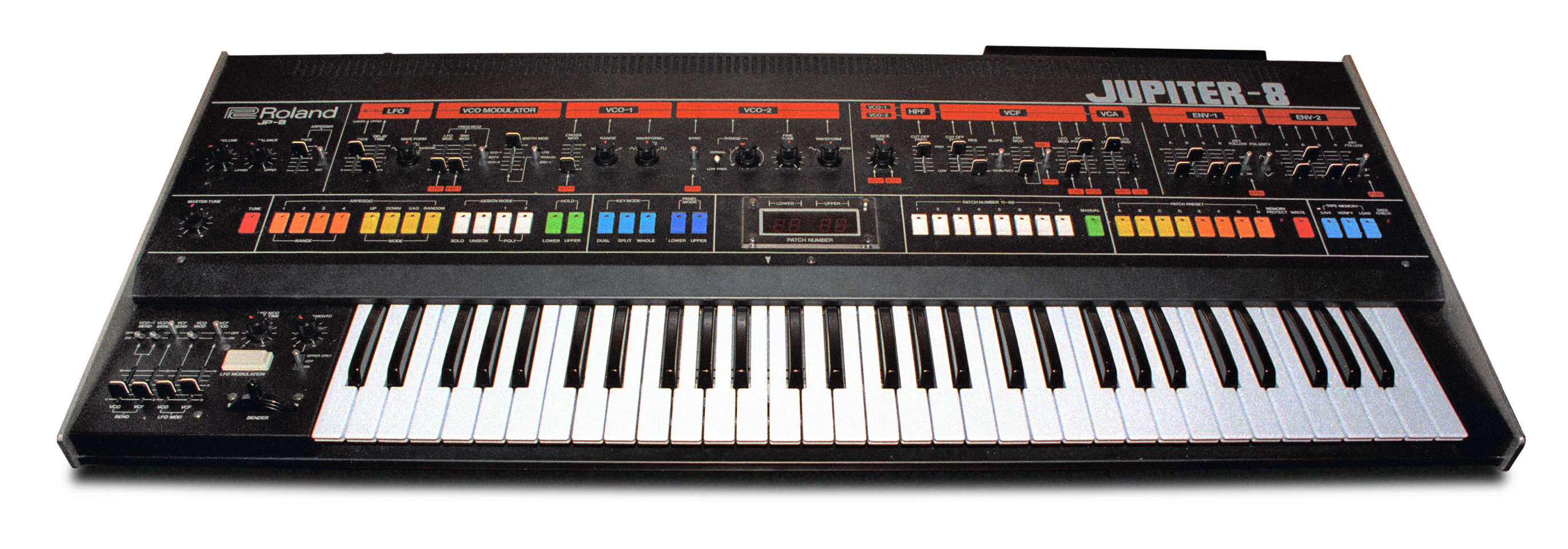
Roland Jupiter-8

Jupiter-8, o JP-8, è un sintetizzatore sottrattivo analogico polifonico a otto voci ideato da Roland Corporation all'inizio del 1981.
Il Jupiter-8 è stata la tastiera principale di Roland per la prima metà degli anni '80. Sebbene fosse sprovvisto di controllo MIDI (diffusosi solo successivamente) aveva molte funzionalità avanzate per il suo tempo, inclusa la possibilità di dividere la tastiera in due zone, in ognuna delle quali potevano essere attivate due patch diverse. Suoi successori sono il Jupiter-6 (che uscì pochi anni dopo), il JUPITER-80 e il JUPITER-50 (questi ultimi usciti nel 2011, riproducono digitalmente i suoni dei Synth Roland di maggior successo).

## Caratteristiche e architettura
Il Jupiter-8 è un sintetizzatore analogico polifonico a 8 voci. Ogni voce presenta due distinti VCO con modulazione incrociata e sincronizzazione, pulse-width modulation, filtro passa-alto non-risonante, filtro passa-basso risonante a 2 poli (12 dB / ottava ) e 4 poli (24 dB / ottava ), un LFO con varie forme d'onda e due generatori di inviluppo (uno invertibile).
Dispone di portamento regolabile e di funzione hold per un sustain infinito di note e arpeggi, di un arpeggiatore versatile che può essere sincronizzato con apparecchiature esterne utilizzando l'interfaccia proprietaria Roland DCB, nonché di un clock-input tramite jack CV sul pannello posteriore. Un bender assegnabile può essere utilizzato per controllare il tono o la frequenza del filtro.
Sono presenti, inoltre, uscite XLR stereo bilanciate e uscite sbilanciate da 1/4 ". Oltre alle modalità monofoniche e polifoniche, Jupiter-8 include un'esclusiva modalità detta "all'unisono", in cui tutti i 16 oscillatori vengono deviati su una nota, ma suddivisi se vengono premuti più tasti. Nessun altro sintetizzatore polifonico del tempo aveva questa funzione.
Una CPU Zilog Z80 gestisce l'archiviazione delle patch, monitora i controlli della tastiera e del pannello frontale per le modifiche, permette di visualizzare il numero di patch corrente e altre informazioni sul display e si occupa della funzione di auto-tune (che permette automaticamente di risolvere gli eventuali problemi di intonazione in cui i synth analogici incorrono spesso). Il VCF si basa sull'IC Roland IR3109 (utilizzato anche nei circuiti di filtro delle unità Jupiter-6,Jupiter-4 e Promars, MKS-80 rev 4, Juno-6 / Juno-60 / Juno- 106, SH-101, MC-202, JX-3P e confezionati nel chip 80017a utilizzato nel Juno-106 e MKS-30, tra gli altri). Il VCA utilizzato è il BA662, utilizzato anche in Juno-6/60/106, JX-3P e TB-303. Gli inviluppi, invece, sono generati dal chip Roland IR3R01 (come nel Juno 6/60) e sono molto più veloci (attacco di 1 ms) rispetto a quelli generati dal software utilizzato nei successivi Jupiter-6, Juno-106 e MKS-80.

## Cambiamenti e modelli successivi

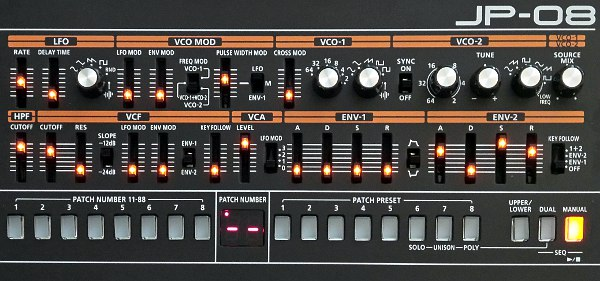
Il Roland JP-08 riprende l'architettura del Jupiter-8